# Stanhopea deltoidea
Stanhopea deltoidea är en orkidéart som beskrevs av Lem.. Stanhopea deltoidea ingår i släktet Stanhopea och familjen orkidéer. Inga underarter finns listade i Catalogue of Life.